# Billy Usselton
William "Billy" Usselton (2 de julio de 1926 – 5 de septiembre de 1994) fue un músico de lengüeta de jazz estadounidense.

## Primeros años de vida
Usselton nació en New Castle, Pensilvania. Con dominio del saxofón tenor, el clarinete y el oboe, comenzó a tocar profesionalmente en la escuela secundaria con Bubbles Becker. Aunque sus padres querían que asistiera a la universidad en Pensilvania, él quería ganarse la vida jugando. 

## Carrera
Luego, Usselton jugó con Sonny Dunham en la década de 1940 antes de unirse a Ray Anthony en 1948-1949 y nuevamente en 1951-1952.  Mientras tanto, se unió a la banda de Tommy Dorsey y recomendó a Mel Lewis después de que despidieran a Buddy Rich. Después de su segunda etapa con Anthony, jugó con Bill Harris en Florida. 
En 1954, Usselton se unió a la banda de Les Brown y tocó con él durante décadas. Usselton toca en casi todos los discos de Brown publicados en Coral Records y Capitol Records, y realizó una gira con él por todo el mundo como parte de los United Service Organizations Tours de Bob Hope. El único álbum de Usselton como líder fue el lanzamiento de 1957 His First Album, publicado por Kapp Records.

## Vida personal
Se casó con Lauri Johnson, vocalista del conjunto de Brown, en 1958. Billy y su familia vivieron en Chicago en la década de 1960, donde actuó y fue médico clínico de jazz para Conn Corporation. La familia Usselton se mudó a Phoenix, Arizona, en 1977. Usselton murió en Tempe, Arizona, en septiembre de 1994. 